# Emilio Barrera
Emilio Barrera Luyando (Burgos, 1869 - ibid., 1943) était un militaire et homme politique espagnol, impliqué durant les années 1930 dans plusieurs complots et coups d’État anti-républicains.
Après une carrière militaire dans des unités combattantes (dans la guerre hispano-américaine de 1898 et dans la guerre du Rif), il occupa, sous la dictature de Primo de Rivera, le poste de capitaine général de Catalogne (où il lutta avec efficacité contre le terrorisme catalan), tout en siégeant parallèlement à l’Assemblée nationale consultative. Hostile à la Seconde République nouvellement proclamée (1931), il s’impliqua dans plusieurs complots militaires, dont celui (avorté) de la Sanjurjada et celui ayant conduit à l’insurrection de juillet 1936, amorce de la guerre civile.

## Biographie
Entré en septembre 1885 à l’Académie générale militaire, Emilio Barrera en sortit diplômé en juillet 1888 avec le grade de sous-lieutenant et rejoignit en 1891 le corps d’état-major. En 1898, à l’éclatement de la guerre hispano-américaine, il sollicita d’être affecté à Cuba, mais, empêché par le blocus de s’incorporer dans les troupes sur l’île même, il rallia les unités combattantes à Porto Rico. Toutes ses promotions, depuis le rang de lieutenant-colonel jusqu’à celui de général de division, lui seront accordées pour mérites de guerre.
Il exerça par ailleurs comme sous-secrétaire du ministère de la Guerre en 1922 et comme aide de camp du roi Alphonse XIII.

### Maroc
En juillet 1909, il s’incorpora dans l’armée du Maroc, et devait y rester pendant 13 ans. Il prit part ainsi à la guerre du Rif en tant que commandant général de Larache et fut amené à ce titre à diriger toutes les opérations militaires dans la partie occidentale du Protectorat. Du 27 septembre au 10 octobre 1909, lors de la campagne de Melilla (février à décembre 1909), il fut le premier à faire mouvement depuis Larache vers Tétouan par la forteresse du Fondak d’Aïn Yédida. Il prépara, alors promu au rang de lieutenant-colonel, le débarquement de Larache de juin 1911,. Au titre de membre de l’état-major, il siégea dans la commission chargée d’étudier le débarquement d'Al Hoceïma de 1924.

### Dictature de Primo de Rivera
Nommé gouverneur militaire de Tarragone, il occupa ensuite, sous la dictature de Primo de Rivera, du 14 septembre 1924 jusqu’à 1930, le poste de capitaine général de Catalogne, en remplacement de Miguel Primo de Rivera, fonction dont il sera relevé après l’accession à la présidence du général Berenguer. Tout au long de son mandat, il s’attacha, et parvint, à juguler le terrorisme en Catalogne.
En septembre 1927, sur désignation directe de Primo de Rivera, Emilio Barrera devint membre, à titre de représentant pour compte propre (por derecho propio), de l’Assemblée nationale consultative, organe mis en place par la dictature primorivériste, et y siégea du 10 octobre 1927 (date de la première session dudit organe) jusqu’à son ultime séance, tenue le 15 février 1930.
Il exerçait comme chef de l’état-major central (1930-1931) lorsqu’éclata le soulèvement de Jaca et allait tenir ce poste jusqu’à la proclamation de la Seconde République en avril 1931.

### Seconde République
Après la proclamation de la Seconde République (14 avril 1931), Emilio Barrera prit la tête des conjurations anti-républicaines les plus précoces tramées au sein du milieu militaire, aux côtés notamment des généraux José Cavalcanti et Miguel Ponte. En 1931, il apporta son concours à la constitution des décuries carlistes. En février 1932, il eut, en sa qualité de président par ancienneté d’un comité putschiste, un entretien avec l’ambassadeur d’Italie Ercole Durini di Monza.

#### Complot monarchiste (juin 1932)
À la fin de l’année 1931 se tramait un double complot : celui du général Sanjurjo (la Sanjurjada) et celui, monarchiste, de Barrera. Le 16 juin 1932, le nom du général Barrera surgit dans la presse comme chef d’une conspiration monarchiste. Concomitamment à Barrera furent alors mis en détention au domicile du colonel Fuensanta, son beau-frère, puis écroués à Barcelone, le commandant Carlos Merino et l’ordonnance du ci-devant baron de Mora ; le lendemain, le général Orgaz fut détenu aux Canaries, et deux jours plus tard fut appréhendé à Bilbao le capitaine Sabatel, en possession de 18 armes à canon long et plus de 40 pistolets.

#### Sanjurjada(août 1932)
Le 10 août 1932, il s’engagea dans la Sanjurjada depuis Madrid.

« [...] Mon objet n’est pas, pour l’heure, de faire la moindre allusion à ma détention ni aux causes qui l’ont motivée. Je suppose que la justice continue de régir avec impartialité dans mon pays, et c’est elle, si ce n’est le temps et les faits, qui donnera raison à qui de droit. J’ai été détenu, incarcéré et interdit de communication avec l’extérieur comme un vulgaire délinquant, sans égard aucun et sans qu’à cette date, au terme de plus de soixante-deux heures d’interdiction de communication, et quoique ayant présenté ma déposition devant le préfet de police et devant un sieur juge (je crois spécial), j’aie pu déduire, à partir des questions qui m’ont été faites, à quelle cause ou à quel motif obéit ma détention, que je considère arbitraire [...] »

— ABC-Madrid, 22 juin 1932.
Contraint à l’exil, il revint en Espagne en 1934. Dès mars de la même année, il entreprit un voyage à Rome, en représentation de l’Union militaire espagnole, et eut, en compagnie d’Antonio Goicoechea, de Renovación Española, et d’Antonio Lizarza et de Rafael de Olazábal, de la Communion traditionaliste, deux rencontres, l’une avec Italo Balbo, le 30 mars, et l’autre avec Benito Mussolini, le 31, en vue d’obtenir une aide en armes (10 000 fusils, 10 000 grenades à main et 200 mitrailleuses) et de l’argent en espèces (un million et demi de pesetas) pour renverser la République. À noter que deux ans auparavant, les mêmes Barrera et Goicoechea avaient obtenu de Rome, pour le coup d’État d’août 1932, des armes qui toutefois n’étaient pas arrivées à temps.
En acceptant l’amnistie accordée aux conjurés de la Sanjurjada et en se rendant aux autorités espagnoles, Barrera avait pu se soustraire dans un premier temps à l’action de la justice, mais ne réussit pas ensuite à se dérober à la procédure judiciaire à long terme : en mars 1935 en effet, le Tribunal suprême prononça, comme résolution au procès relatif aux événements du 10 août, la condamnation à mort de Barrera, en tant que meneur le plus important de la rébellion, encore qu’il se soit vu aussitôt appliquer les bénéfices de l’amnistie,.

### Guerre civile
Le 13 juillet 1936, Emilio Barrera fut arrêté à Barcelone et emmené à la prison de Guadalajara, d’où il parvint cependant à s’évader pour se réfugier à l’ambassade de France, en se prévalant de sa condition de chevalier de la Légion d’honneur. Il se rendit ensuite à Burgos, où il fut nommé président du Tribunal supérieur de justice militaire d’Espagne, occupant ce poste jusqu’en janvier 1939, date à laquelle il alla, à l’âge de 70 ans, rejoindre le cadre de réserve.

## Décorations
- Grand Croix de l’ordre du Mérite militaire.
- Chevalier du Collier de l’ordre de Charles III.
- Ordre de la couronne de l’Annunziata (Italie).
- Croix et plaque de l’ordre de Saint-Herménégilde.